# مستشعر مدوار بالألياف الزجاجية

مدوار بالألياف الضوئية لمقياس سرعة الطور للضوء

المستشعر المدوار باستخدام الألياف الزجاجية، (بالانجيزية: Interferometer Fiber-Optic Gyroscope) هو مستشعر يعتمد على التداخل الموجي (Interference) بين شعاعين ضوئيين، واللذان ينتشران في حلقتين ملفوفتين من الألياف الضوئية بشكل متعاكس، ويستخدم من أجل قياس السرعة الزاوية.
يعمل المدوار الضوئي بشكل عام على مبدأ سانياك، بفرق مهم هو أن الشعاع الضوئي هنا لا يتم التحكم به عن طريق المرايا (حيث ينتشر الضوء في الهواء وتقوم المرآة بعكسه بطريقة محسوبة)، وإنما يتم ضبط الضوء والتحكم به عبر الألياف الضوئية التي ينتقل عبرها.
يتم عادةً لف عدد كبير من حلقات الألياف الضوئية في المدوار وليس حلقة واحدة، أحيانا بطول يصل إلى 5 كم (طول الحلقات الملفوفة). هكذا يتم الحصول على قياسات أدق للفرق في زاوية الطور للشعاعين أو للفرق الترددي بينهما عما هو الحال لو كانت هناك لفة أو اثنتين مثلا.
يتشابه المدوار الليزري (Ring Laser Gyroscope) مع هذا المستشعر المدوار والذي يعمل أيضا وفق تأثير سانياك. خلافا لليزر الذي يستعمل أشعة ليزرية متناسقة (big coherence)، يمكن استعمال مصدر ضوئي آخر في المدوار الليفي، مثل الديود المضيئة والتي تختلف عن أشعة الليزر بأن التناسق بين الحزمات الضوئية فيها يكاد لا يذكر (small coherences).

## تطبيقات عملية
المدوار الليفي ذو حجم صغير (مقارنة مع المدوار الليزري) وسعره أقل، كما أنه يخدم طويلا. مع ذلك ما زال ثمنه ثمينا ولم يدخل سلسلة الإنتاج المكثف. لكن مع زيادة ثبات المدوار (stability) فيمكن له أن يحل مكان الأنظمة الميكانيكة المستخدمة حالية وذات الحجم والوزن الكبير، كما أنه لا يحتاج وقت تحمية (set-up time) لتشغيله.
يتم استعماله أيضا كمساعد في تطبيقات التموضع وله استخدام في أجهزة التموضع في الطائرات والسفن والغواصات والسيارات.

من السلبيات للمدوار الليفي أنه يفقد التوجه في حالة انقطاع الكهرباء، بخلاف النظام الميكانيكي المماثل.